# Kristina Gehrmann

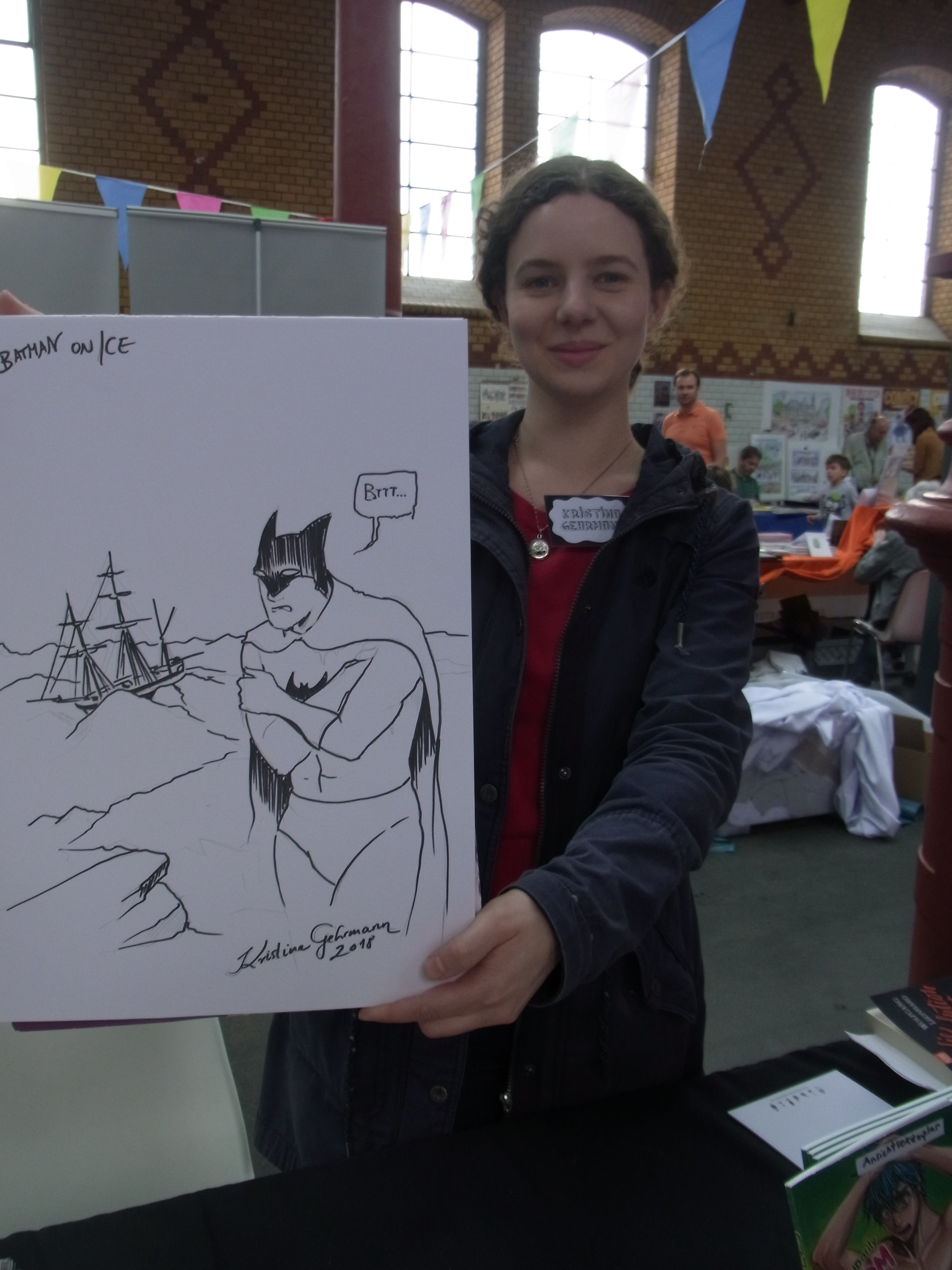
Kristina Gehrmann
auf der Comiciade 2018 in Aachen

Kristina Gehrmann (* 1989 in Leverkusen) ist eine deutsche Illustratorin und Comiczeichnerin mit einem realistischen Zeichenstil und Schwerpunkt auf historischen Themen.

## Leben
Nach dem Abitur 2008 studierte sie an der Angel Academy of Art in Florenz klassisch-akademische Zeichnung und Malerei. Seit 2012 ist sie als freiberufliche Illustratorin tätig. Sie lebt und arbeitet in Hamburg.
Ihre erste Comic-Veröffentlichung, die Graphic-Novel-Trilogie „Im Eisland“, handelt vom Schicksal der verschollenen Franklin-Expedition und geht der Frage nach, wie und warum diese in einer Tragödie endete.
Der erste Band von „Im Eisland“ wurde 2016 mit dem Deutschen Jugendliteraturpreis in der Sparte Sachbuch ausgezeichnet.
Seit 2014 engagiert sich Kristina Gehrmann im Vorstand der Illustratoren Organisation e. V.
Neben der Arbeit an eigenen Comicprojekten ist Kristina Gehrmann als Illustratorin mit einem Schwerpunkt auf Historien- und Abenteuerthemen für Buchverlage tätig, so z. B. für die Escape Adventures-Reihe des TOPP Verlag sowie Geheimnisvolle Welt des Mittelalters (Circon Verlag).

## Veröffentlichungen
- Im Eisland: Band 1: Die Franklin-Expedition. Hinstorff Verlag, 2015, ISBN 978-3-356-01901-8.
- Im Eisland: Band 2: Gefangen. Hinstorff Verlag, 2015, ISBN 978-3-356-01994-0.
- Im Eisland: Band 3: Verschollen. Hinstorff Verlag, 2016, ISBN 978-3-356-02024-3.
- Zeichnen als Beruf. Eigenverlag, 2016
- Der Dschungel. Carlsen Verlag, 2018, ISBN 978-3-551-71438-1.
- Bloody Mary. Carlsen Verlag, 2021, ISBN 978-3-551-79349-2.

## Ausstellungen (Auswahl)
- 2021: Alte Kongresshalle auf dem Comicfestival München[5]